# Evangelikale Theologie – Mitteilungen
Die Evangelikale Theologie – Mitteilungen (ETM) war eine halbjährlich erscheinende Zeitschrift unter wechselnden Titeln, die vom Arbeitskreis für evangelikale Theologie (AfeT) unter der Leitung von Christoph Raedel und Herbert H. Klement herausgegeben wurde.

## Geschichte
Im Dezember 1995 erschien die erste Ausgabe der Mitglieder- und Freundeszeitschrift Evangelikale Theologie – Mitteilungen des Arbeitskreises für evangelikale Theologie. 2015 wurde aus Kostengründen von der Printausgabe auf einen Online-Newsletter umgestellt.

## Profil
Die Zeitschrift enthielt Berichte aus dem AfeT und der internationalen theologischen Arbeit, Informationen und Einladungen zu Veranstaltungen und anderen Aktivitäten im Umfeld des AfeT. Sie wurde Mitgliedern, Freunden und Interessierten kostenlos zugesandt.